# Margaret Nevinson
Margaret Wynne Nevinson, de soltera Margaret Wynne Jones, (Leicester, 11 de enero de 1858 – Hampstead, 8 de junio de 1932) fue una activista británica a favor por del sufragio de la mujer.
Nevinson fue una de las sufragistas que se separaron de la  Unión Social y Política de las Mujeres (WSPU por sus siglas en inglés) en 1907 para formar la Women’s Freedom League (WFL). Escribió muchos artículos para la revista WFL, The Vote, y también escribió muchos folletos sobre el sufragio, entre ellos A History of the Suffrage Movement: 1908-1912, Ancient Suffragettes and The Spoilt Child and the Law. Nevinson también fue la primera mujer Juez de Paz en Londres y también prestó servicios como Guardiana de la Ley de Pobres.

## Biografía
Nevinson, con nombre de nacimiento Margaret Wynne Jones en Vicarage House, Lower Church Gate, Leicester, nació el 11 de enero de 1858, hija del reverendo Timothy Jones (c. 1813–1873) y su esposa, Mary Louisa (c. 1830–1888). Su padre, vicario de St Margaret's Church, Leicester, era un erudito clásico que le enseñó latín y griego junto a sus cinco hermanos. Su madre tenía nociones más tradicionales sobre cuales eran las actividades apropiadas para su única hija. Después de un breve e infeliz período en un convento anglicano de Oxford, terminó la escuela en París.
La inesperada muerte de su padre aumentó el deseo de Margaret de vivir de forma independiente. Intentó ser institutriz y luego fue a Colonia como profesora alumna en la familia de un profesor. A principios de la década de 1880 se convirtió en maestra de clásicos en South Hampstead High School, Londres. También estudió para los exámenes de Educación, Alemán y Latín, convirtiéndose en una de las 63 mujeres que obtuvieron el título y diploma de Lady Literate in Arts en 1882 de Universidad de Saint Andrews.

## Matrimonio
El 18 de abril de 1884 en Londres, Margaret se casó con un amigo de la infancia, el periodista Henry Woodd Nevinson (1856-1941). Pasaron un año en Alemania, Henry estudiando en la Universidad de Jena mientras Margaret reanudaba la enseñanza de inglés. Su hija (Mary) Philippa, que se convirtió en una talentosa música, nació en Alemania. Después de regresar a Londres (animados por Samuel y Henrietta Barnett) se mudaron a pisos de trabajadores en Whitechapel. Margaret impartió clases nocturnas de francés en Toynbee Hall y ayudó con el Club de niñas de St Jude. Luego se convirtió en cobradora de alquileres en las viviendas de los artesanos.
En 1887, los Nevinson se trasladaron a Hampstead. Su hijo, nacido en agosto de 1889, fue el artista Christopher Nevinson. Su autobiografía describe crecer como parte de la intelectualidad de Hampstead. Su madre fue "siempre una pionera", desde su cabello rizado y su odio por las cortinas de encaje hasta su adhesión al arte moderno, la perspectiva europea y el compromiso con la justicia social (CRW Nevinson, 6).
En 1901, los Nevinson compraron una casa en Downside Crescent, Haverstock Hill, donde Margaret vivió el resto de su vida. A estas alturas, las vidas de Margaret y Henry transcurrían por caminos separados, sobre todo por el trabajo nocturno de este último en el periódico. Henry también se convirtió en corresponsal de guerra, por lo que con frecuencia se ausentaba durante meses. El matrimonio sufrió aunque nunca se separaron formalmente.

## Empleo y activismo
Margaret fue directora escolar durante 25 años, inicialmente para el London School Board en el East End, luego para el London County Council (norte de St Pancras).
En 1904 se convirtió en una guardiana de la ley de los pobres de Hampstead, decidida a erradicar la ineficiencia y exponer anomalías, particularmente donde afectaban a las mujeres pobres. Su mayor contribución probablemente no fue tanto a través de las reuniones semanales a las que asistía con tanta regularidad, sino al dar a conocer los problemas de la ley de los pobres. Lo hizo a través de charlas con grupos de sufragio femenino, artículos e historias. En 1918 publicó veintiséis cuentos conocidos como Workhouse Characters. Estos incluían una historia que anteriormente se había convertido en una obra de teatro de un acto llamada In the Workhouse. La legislación específica de género que discrimina a las mujeres casadas fue cada vez más el foco de los escritos de Margaret, ya sea a través de panfletos como The Legal Wrongs of Women (Women's Freedom League, 1923) o a través de sus historias autobiográficas apenas disfrazadas, Fragments of Life (1922).
Una de las primeras aprendices en masajes, Margaret trató a soldados belgas heridos durante la Primera Guerra Mundial. Aunque se había negado a hablar en nombre de partidos o causas distintas del sufragio antes de obtener el voto, una vez que obtuvo el derecho al voto apoyó al Partido Liberal. También dio una conferencia sobre la Sociedad de Naciones y se convirtió en vicepresidenta de Women's Peace Crusade. En 1927 fue elegida miembro del comité de la Sociedad de Mujeres Periodistas.
Su servicio público de posguerra más importante fue, sin embargo, como mujer pionera en la justicia de paz. Nominada por la WFL, en junio de 1920 se convirtió en la primera mujer en Londres en juzgar en juicios penales menores. Con su experiencia y su confesada "pasión por la justicia" y su "devoción a la lógica" (MW Nevinson, 254), volvió a desempeñar un papel crucial en los asuntos de Hampstead. También visitó los Estados Unidos para estudiar el sistema de prueba estadounidense. En 1921 fue una de las tres mujeres nombradas para el comité asesor de jueces del condado de Londres del Lord Canciller.

## In the Workhouse(En el asilo,1911)
Interpretada en 1911 en el Kingsway Theatre, In the Workhouse fue una de las obras más controvertidas producidas por Pioneer Players de Edy Craig como parte de un proyecto triple con The First Actress de Chris St. John y Jack and Jill and A Friend de Cicely Hamilton (King's Hall, 1911). Es una exposición de las iniquidades de la Ley de Cobertura, que decretó que una mujer casada no tenía existencia legal separada de su esposo y, por lo tanto, significaba que si su esposo entraba o salía del asilo, ella y sus hijos estaban obligados a ir con él.
Ambientada en un barrio de asilo, donde un grupo de madres, casadas y solteras, cuidan a sus hijos, expone las contradicciones de un sistema en el que Penélope, una respetable, segura, madre de cinco hijos y soltera, es más libre que la respetable Sra. Cleaver que regresa de su apelación a la Junta de Guardianes para que anuncie que legalmente no tiene derecho a salir del asilo, a pesar de que tiene trabajo al que ir y un hogar disponible para ella y sus hijos.
La obra, con su negativa a condenar el vicio y la madre soltera, fue condenada por ofensiva o aclamada por su importancia. La Pall Mall Gazette lo comparó con la obra de Eugène Brieux "que aboga por la reforma pintando una imagen terrible, y quizás sobrecargada, de las cosas como son... Tal es el poder del panfleto dramático, escrito y actuado con sinceridad. No hay nada que se le acerque con franqueza y fuerza. Barre toda la mera belleza en el olvido".
Dos años después de la producción de la obra, la ley cambió en gran medida debido a las campañas de Margaret y otras sufragistas.
La obra fue retomada en 1979 por Mrs Worthington's Daughters, una compañía de teatro feminista, dirigida por Julie Holledge en un cartel doble con The Oracle (1752) de Susannah Cibber.

## Papel en el movimiento por el sufragio
Nevinson se unió a varios grupos de sufragio femenino, incluido el WSPU. Cristiana comprometida, fue miembro de la Liga de la Iglesia para el Sufragio de la Mujer, habló por la  Cymric Suffrage Union (su padre, originario de Lampeter, hablaba galés) y fue tesorero de la Liga de Sufragio de Mujeres Escritoras. Sin embargo, su principal compromiso fue con la Women's Freedom League (WFL). Fue miembro fundadora en 1907, se convirtió en tesorera de la sucursal de Hampstead y fue ampliamente conocida como una oradora ingeniosa con una buena cantidad de historias. Con frecuencia invocaba temas clásicos y bíblicos para ilustrar puntos. Participó en la resistencia pasiva, como piquete por el sufragio fuera del parlamento, y se negó a pagar impuestos. Nevinson también publicó folletos a través de la Women's Freedom League, incluidos Ancient Suffragettes (1911) y Five Year's Struggle for Freedom: a History of the Suffrage Movement (1908-1912).
El esposo de Nevinson también participó activamente en el movimiento por el sufragio, convirtiéndose en uno de los fundadores de la Unión Política de Hombres por el derecho al voto de las mujeres, para la que escribió al menos un boceto dramático.

## Años finales y muerte
La autobiografía de Nevinson se publicó en 1926. Sus últimos años fueron solitarios, plagados de depresión. Murió de insuficiencia renal en su casa de Hampstead, en el 4 de Downside Crescent, el 8 de junio de 1932. Fue enterrada el 11 de junio en la iglesia de San Esteban, Rosslyn Hill, Londres.
Después de la muerte de Nevinson, su esposo se volvió a casar con su amiga íntima y prominente sufragista, Evelyn Sharp.